# Leiocephalus altavelensis
Leiocephalus altavelensis (альто-вельська ігуана-крутихвіст) — вид ігуаноподібних ящірок родини Leiocephalidae. Ендемік Домініканської Республіки.

## Поширення і екологія
Альто-вельські ігуани-крутихвости є ендеміками невеликого безлюдного острівця Альто-Вело, розташованого на південь від Гаїті. Вони живуть серед скель, порослих чагарниками. Відкладають яйця.

## Збереження
МСОП класифікує цей вид як такий, що перебуває на межі зникнення. Leiocephalus altavelensis загрожує знищення природного середовища, руйнівні шторми та хижацтво з боку інвазивних кішок. За оцінками, популяція виду нараховує близько 500 особин.